# Ле-Кассе
Ле-Кассе́ (фр. Les Cassés) — коммуна во Франции, находится в регионе Лангедок — Руссильон. Департамент коммуны — Од. Входит в состав кантона Северный Кастельнодари. Округ коммуны — Каркасон.
Код INSEE коммуны — 11074.

## Население
Население коммуны на 2008 год составляло 223 человека.
| 1962 | 1968 | 1975 | 1982 | 1990 | 1999 | 2008 |
| ---- | ---- | ---- | ---- | ---- | ---- | ---- |
| 156  | 171  | 168  | 183  | 186  | 174  | 223  |

## Экономика
В 2007 году среди 130 человек в трудоспособном возрасте (15—64 лет) 100 были экономически активными, 30 — неактивными (показатель активности — 76,9 %, в 1999 году было 69,2 %). Из 100 активных работали 85 человек (49 мужчин и 36 женщин), безработных было 15 (6 мужчин и 9 женщин). Среди 30 неактивных 5 человек были учениками или студентами, 11 — пенсионерами, 14 были неактивными по другим причинам.